# Mastigolina rufocomata
Mastigolina rufocomata är en tvåvingeart som beskrevs av Munro 1947. Mastigolina rufocomata ingår i släktet Mastigolina och familjen borrflugor.
Artens utbredningsområde är Kenya. Inga underarter finns listade i Catalogue of Life.